# Ben Francisco
Louis Ben Francisco (né le 24 octobre 1981 à Santa Ana, Californie, États-Unis) est un voltigeur de baseball qui évolue de 2007 à 2013 dans la Ligue majeure de baseball.

## Carrière

### Scolaire et universitaire
Francisco porte les couleurs de son école secondaire, Servite High School à Anaheim (Californie), jusqu'en 1999. Il connait deux sélections All-league et est nommé meilleur joueur de sa ligue, la Golden West League. Il affiche ,560 de moyenne à la batte, 32 points produits et 10 bases volées lors de sa dernière année.
Il commence ses études universitaires au Cypress Junior College en 2000 puis rejoint UCLA, où il joue et étudie en 2001 et 2002. Avec les Bruins, il frappe en deux saisons 10 coups de circuits, compte 79 points produits et une moyenne au bâton au-dessus de ,320. 

### Professionnelle
Repêché par les Indians en 2002, Ben Francisco passe quatre années dans les clubs affiliés des Indians en ligues mineures puis fait ses débuts en ligue majeure le 1er mai 2007 pour effectuer un simple remplacement. Le 29 juin 2007, il tape son premier coup sûr et son premier coup de circuit en ligue majeure. Ce circuit dans la neuvième manche permet aux Indians de remporter la victoire face aux Devil Rays de Tampa Bay. Il occupe dès lors une position de titulaire dans l'effectif des Indians. Il disparait de la liste des 25 joueurs actifs de la franchise et retrouve sa place chez les Buffalo Bisons (AAA) à la signature de Kenny Lofton le 27 juillet. Il ne participe pas aux séries éliminatoires 2007 avec les Indians.
Le 29 juillet 2009, Ben Francisco et le lanceur Cliff Lee sont transférés aux Phillies de Philadelphie avec le voltigeur Ben Francisco en retour de quatre joueurs d'avenir : les lanceurs gaucher Jason Knapp et droitier Carlos Carrasco, le receveur Lou Marson et l'arrêt-court Jason Donald,.
Réserviste à Philadelphie, Francisco enchaîne des saisons de 28 et 34 points produits en 2010 et 2011 respectivement. Il se signale en séries éliminatoires de 2011 : dans le troisième match de la Série de divisions opposant les Phillies aux Cardinals de Saint-Louis, Francisco réussit comme frappeur suppléant un coup de circuit de trois points pour briser l'égalité de 0-0 et donner une victoire de 3-2 à son équipe.
Le 12 décembre 2011, Francisco est échangé aux Blue Jays de Toronto en retour du lanceur des ligues mineures Frank Gailey.

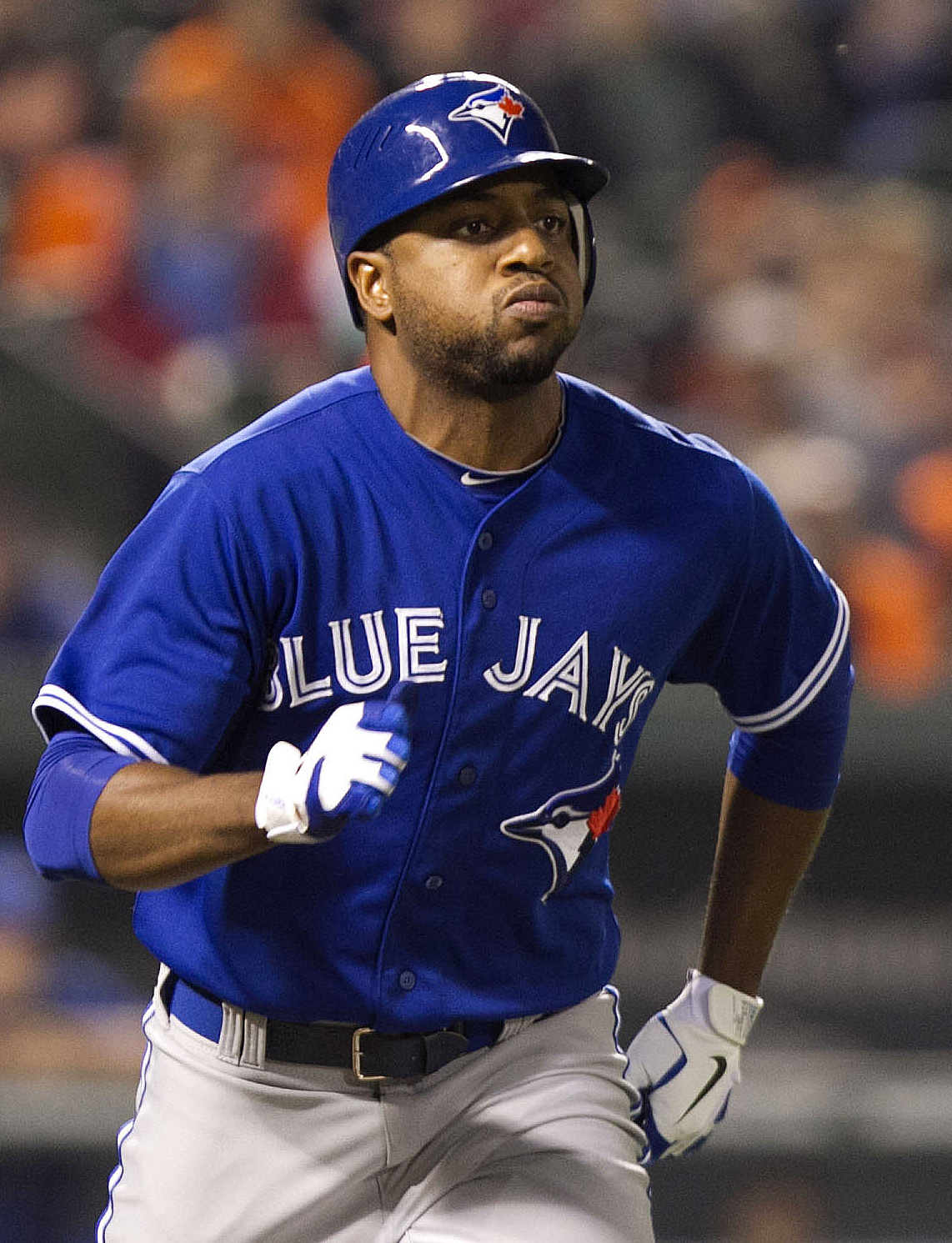
Ben Francisco en avril 2012 avec les Blue Jays de Toronto.

Le 20 juillet 2012, les Blue Jays obtiennent le lanceur gaucher J. A. Happ et les droitiers Brandon Lyon et David Carpenter des Astros de Houston en leur cédant sept joueurs. Houston fait l'acquisition du releveur Francisco Cordero, du voltigeur Ben Francisco, et de 5 athlètes évoluant en ligues mineures : le lanceur gaucher David Rollins, les droitiers Asher Wojciechowski, Kevin Comer et Joe Musgrove, et le receveur Carlos Pérez.
Le 31 août 2012, Francisco est échangé des Astros aux Rays de Tampa Bay contre un joueur à être nommé plus tard.
Il complète 2012 avec quatre circuits, 15 points produits et une moyenne de ,240 en 82 parties jouées pour Toronto, Houston et Tampa Bay.
Le 21 janvier 2013, il accepte l'entente des ligues mineures présentée par une de ses anciennes équipes, les Indians de Cleveland. Libéré par les Indians le 11 mars suivant, il rejoint le même jour les Yankees de New York. Il dispute 21 matchs pour les Yankees mais ne réussit que 5 coups sûrs en 50 passages au bâton.
En 2014, Francisco est dans le baseball indépendant et s'aligne avec les Barnstormers de Lancaster de l'Atlantic League. Invité au camp d'entraînement 2015 des Diamondbacks de l'Arizona, il est incapable de décrocher un poste dans l'équipe.

## Statistiques
| Saison | Équipe       | G   | AB   | R   | H   | 2B | 3B | HR | RBI | SB | BA   |
| ------ | ------------ | --- | ---- | --- | --- | -- | -- | -- | --- | -- | ---- |
| 2007   | Cleveland    | 25  | 62   | 10  | 17  | 5  | 0  | 3  | 12  | 0  | .303 |
| 2008   | Cleveland    | 121 | 447  | 65  | 119 | 32 | 0  | 15 | 54  | 4  | .332 |
| 2009   | Cleveland    | 89  | 308  | 48  | 77  | 21 | 1  | 10 | 33  | 13 | .336 |
| 2009   | Philadelphie | 37  | 97   | 10  | 27  | 9  | 0  | 5  | 13  | 1  | .317 |
| 2010   | Philadelphie | 88  | 179  | 24  | 48  | 13 | 0  | 6  | 28  | 8  | .268 |
| Totaux | Totaux       | 360 | 1093 | 157 | 288 | 80 | 1  | 39 | 140 | 26 | .263 |

| Saison | Équipe       | G  | AB | R | H | 2B | 3B | HR | RBI | SB | BA   |
| ------ | ------------ | -- | -- | - | - | -- | -- | -- | --- | -- | ---- |
| 2009   | Philadelphie | 11 | 11 | 0 | 0 | 0  | 0  | 0  | 0   | 0  | .000 |
| 2010   | Philadelphie | 4  | 6  | 1 | 1 | 0  | 0  | 0  | 0   | 0  | .167 |
| Totaux | Totaux       | 15 | 17 | 1 | 1 | 0  | 0  | 0  | 0   | 0  | .059 |

Note : G = Matches joués ; AB = Passages au bâton; R = Points ; H = Coups sûrs ; 2B = Doubles ; 3B = Triples ; 
HR = Coup de circuit ; RBI = Points produits ; SB = Buts volés ; BA = Moyenne au bâton.